# Monika Rener
Monika Rener (* 23. April 1944 in Beuthen (heute Bytom) als Monika Klose) ist eine deutsche Klassische Philologin und Mediävistin. Sie lehrte als Professorin Lateinische Philologie des Mittelalters und der Neuzeit an der Philipps-Universität Marburg.

## Leben
Die Tochter des Bundesbahnoberrats Ernst Klose und seiner Ehefrau Maria, geb. Gambietz, zog 1949 nach Göttingen, von 1954 bis 1963 das Gymnasium für Mädchen besuchte. Nach dem Abitur im Februar 1963 begann sie im Sommersemester 1963 das Studium der Klassischen Philologie und der Archäologie an der Georg-August-Universität Göttingen.
Im August 1966 heiratete sie Frederick M. Rener, der als Germanist an der University of North Carolina lehrte. Nach dem USA-Aufenthalt setzte sie ihr Studium in Göttingen fort. Im Juni 1970 legte sie in den Fächern Griechisch und Latein die Akademische Abschlussprüfung (Magister Artium) ab. Sie wurde 1973 mit der Dissertation Historie und Theorie als Elemente der Personendarstellung bei Herodot nach der mündlichen Prüfung am 8. Februar 1973 bei Karl Deichgräber promoviert. Später wandte sie sich verstärkt der lateinischen Philologie des Mittelalters und der Neulateinischen Philologie zu. Ihr Lehrer auf diesem Gebiet war Paul Gerhard Schmidt. Sie lehrte und forschte als akademische Rätin und nach einer kumulativen Habilitation 1998 zunächst als Privatdozentin, seit 2004 als außerplanmäßige Professorin am Seminar für Lateinische Philologie des Mittelalters und der Neuzeit der Universität Marburg. Einen Schwerpunkt bilden die Hagiographie und kritische Editionen. Die Pensionierung erfolgte 2010.
Rener ist seit 1993 wissenschaftliches Mitglied der Historischen Kommission für Hessen und seit 2002 Mitglied des Hauptausschusses.

## Schriften (Auswahl)
- als Herausgeberin: Raymundi de Rocosello Certamen anime (= Bibliotheca scriptorvm Graecorvm et Romanorvm Tevbneriana.). Teubner, Stuttgart 1980, ISBN 3-519-01951-5.
- als Herausgeberin: Petri Presbyteri Carmina. Text und Kommentar (= Mittellateinische Studien und Texte. 13). Brill, Leiden u. a. 1988, ISBN 90-04-08797-4.
- als Herausgeberin: Die Vita der heiligen Elisabeth des Dietrich von Apolda (= Veröffentlichungen der Historischen Kommission für Hessen. 53). Elwert, Marburg 1993, ISBN 3-7708-0999-8.
- Lateinische Hagiographie im deutschsprachigen Raum von 1200–1450. In: Guy Philippart (Hrsg.): Hagiographies. Histoire internationale de la littérature hagiographique latine et vernaculaire en Occident des origines à 1550. Band 1. Brepols, Turnhout 1994, ISBN 2-503-50408-6, S. 198–265.
- als Herausgeberin: Dietrich von Apolda: Das Leben der Heiligen Elisabeth (= Veröffentlichungen der Historischen Kommission für Hessen. 67 = Kleine Texte mit Übersetzungen. 3). Elwert, Marburg 2007, ISBN 978-3-7708-1311-7.
- Jungfrau, Ehefrau, Witwe. Möglichkeiten und Grenzen weiblicher Heiligkeit im Mittelalter. In: Christa Bertelsmeier-Kierst (Hrsg.): Zwischen Vernunft und Gefühl. Weibliche Religiosität von der Antike bis heute (= Kulturgeschichtliche Beiträge zum Mittelalter und der Neuzeit. 3). Peter Lang, Frankfurt am Main u. a. 2010, ISBN 978-3-631-58776-8, S. 91–118.
- als Herausgeberin mit Klaus Lange: Wilhelm Dilich: Synopsis descriptionis totius Hassiae. = Gesamtbeschreibung von ganz Hessen (= Veröffentlichungen der Historischen Kommission für Hessen. 78). Historische Kommission für Hessen, Marburg 2012, ISBN 978-3-942225-19-9.
- Hagiographie im deutschsprachigen Raum 1125–1220. In: Monique Goullet (Hrsg.): Hagiographies. Histoire internationale de la littérature hagiographique latine et vernaculaire en Occident des origines à 1550. Band 6. Brepols, Turnhout 2014, ISBN 978-2-503-54747-3, 2014, S. 401–520.